# Hatice Sultan (hija de Ahmed I)
Hatice Sultan (en turco otomano:خدیجہ سلطان; "dama respetuosa") (Estambul, c.1609 — Estambul, antes de 1617) fue hija del sultán otomano, Ahmed I y su consorte, Mahfiruz Hatice Hatun. Era sobrina de Mustafá I y hermana de Osmán II, Murad IV y Ibrahim I.

## Infancia
Hatice Sultan nació a mediados de 1609 en el palacio real, siendo hija de Ahmed I y su primrra consorte, Mahfiruz Hatice Hatun. Se sabe que poco tiempo después de su nacimiento su padre influenciado por su tercera consorte, Kösem Sultan, ordenó el exilio de Mahfiruz al Palacio Viejo. A comparación de otras consortes exiliadas, a Mahfiruz no se le permitió llevarse a su hija consigo, como reportan los embajadores de aquella época. Mahfiruz cayó en desgracia y falleció entre 1610 y 1613.

## Muerte
Algunos pensaban que vivió hasta la adultez ya qué en la década de 1630 se reportó la boda de Hatice Sultan con un visir de la época. Pero esta fue reportada como sobrina de un sultán. Se desconoce su muerte, pero probablemente ocurrió entre 1611 y 1612, ya que deja de ser mencionada entre esas fechas. Está enterrada en la Mezquita Azul, junto a su padre y hermanos.